# اندرو راک
اندرو راک (انگلیسی: Andrew Rock؛ زادهٔ ۲۳ ژانویه ۱۹۸۲) دونده اهل ایالات متحده آمریکا بود.
وی در مسابقات کشوری و بین‌المللی در مجموع برندهٔ ۲ مدال طلا، ۱ مدال نقره شده‌است.